# Henryk Tomala

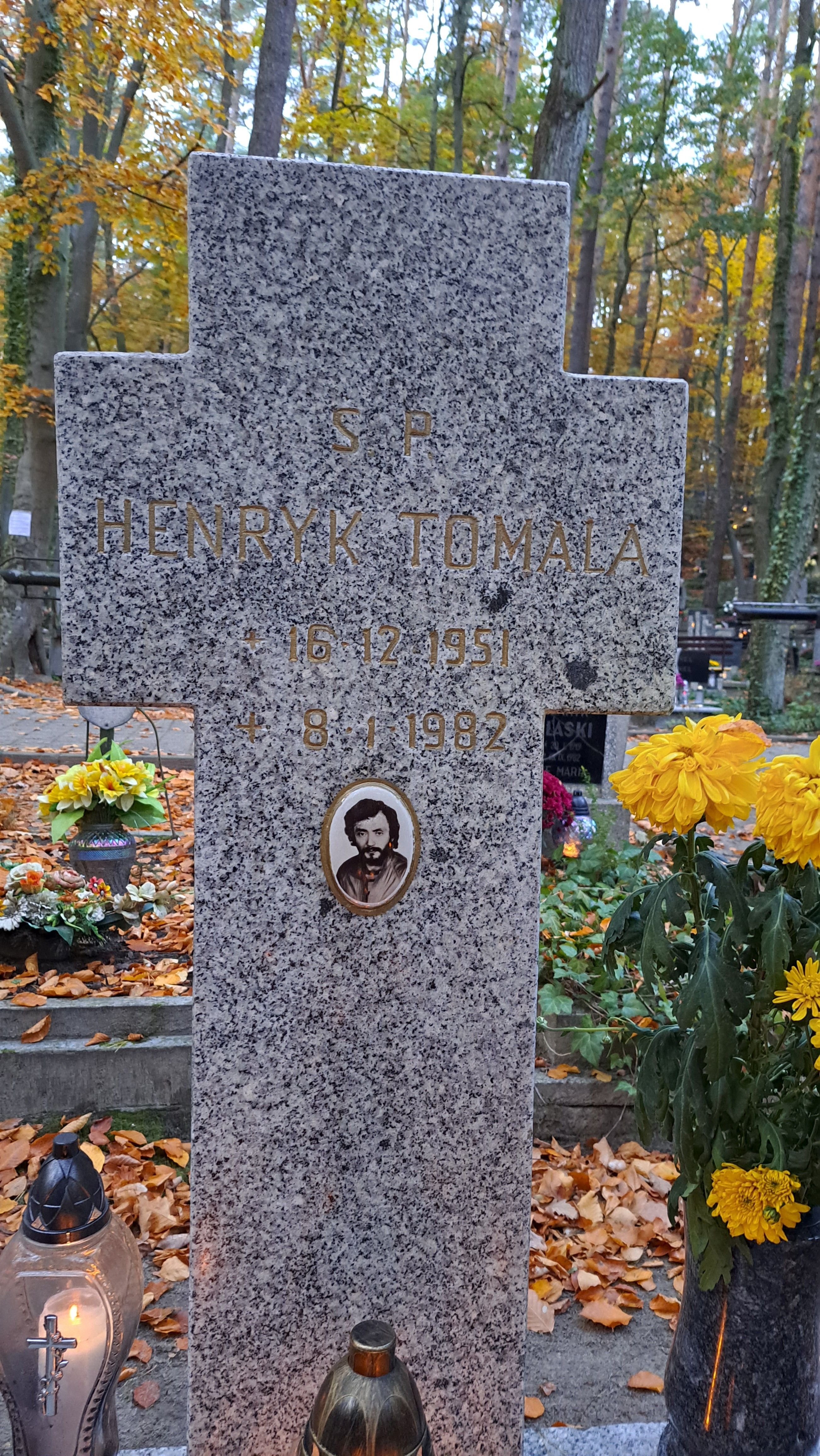
Grób Henryka Tomali na cmentarzu komunalnym w Sopocie, 2023 r.

Henryk Tomala (ur. 16 grudnia 1951 w Słupsku, zm. 8 stycznia 1982 w Katowicach) – polski perkusista rockowy i popowy.

## Kariera muzyczna
Karierę perkusisty rozpoczynał w słupskich i usteckich zespołach rockowych: Sygnały, 74 Grupa Biednych (1968-1973) i ST-43.
Początek jego muzycznej pracy na profesjonalnej, ogólnopolskiej estradzie to występy z jazzowym Paradoxem podczas koncertowych składanek z cyklu „Wiosna Estradowa”, a także współpraca z hardrockową grupą Test (1973-1975) z którą nagrał jej jedyny longplay zatytułowany Test oraz nagrania zarejestrowane w Polskim Radiu. W kolejnych latach występował i nagrywał m.in. z Bractwem Kurkowym 1791 (1975), zespołem Maryli Rodowicz (1976-1977), Koman Bandem (od połowy 1977), Prońko Bandem (od 1980), Andrzejem Zauchą, czy z Tadeuszem Woźniakiem.
Zmarł tragicznie w efekcie zamarzając na przystanku w Katowicach. Został pochowany na cmentarzu komunalnym w Sopocie.

## Dyskografia

### Albumy
Z 74 Grupą Biednych:
- 2022: W trąby dąć. Nagrania archiwalne z lat 1970–1973 (Kameleon Records)[14]

Z zespołem Test:
- 1974: Test (LP i CD Pronit)[14]
- 2000: Złota kolekcja: Przygoda bez miłości (CD, Pomaton EMI – kompilacja)[14]
- 2008: Z Archiwum Polskiego Radia, Vol. 9 – Test[14] (CD, Polskie Radio – kompilacja)
- 2015: Przygoda Bez Miłości – Radio Recordings 1971-1975 (LP, Kameleon Records – kompilacja winylowa)[14]

Z zespołem Prońko Band:
- 2003: Krystyna Prońko – Osobista kolekcja 3 (CD, Polskie Radio – kompilacja)[15]

Z Andrzejem Zauchą:
- 2017: To co zostało (CD, Polskie Radio Katowice)[12]

Z Tadeuszem Woźniakiem:
- 1999: Muzyka ze spektaklu Mistrz i Małgorzata (CD, Kros)[13]
- 2017: Archiwum vol.4 (muzyka ze spektaklu Mistrz i Małgorzata) (CD, Kameleon Records)[13][16]

I inne nagrania zrealizowane w polskich rozgłośniach radiowych.